# Стилизация (изобразительное искусство)

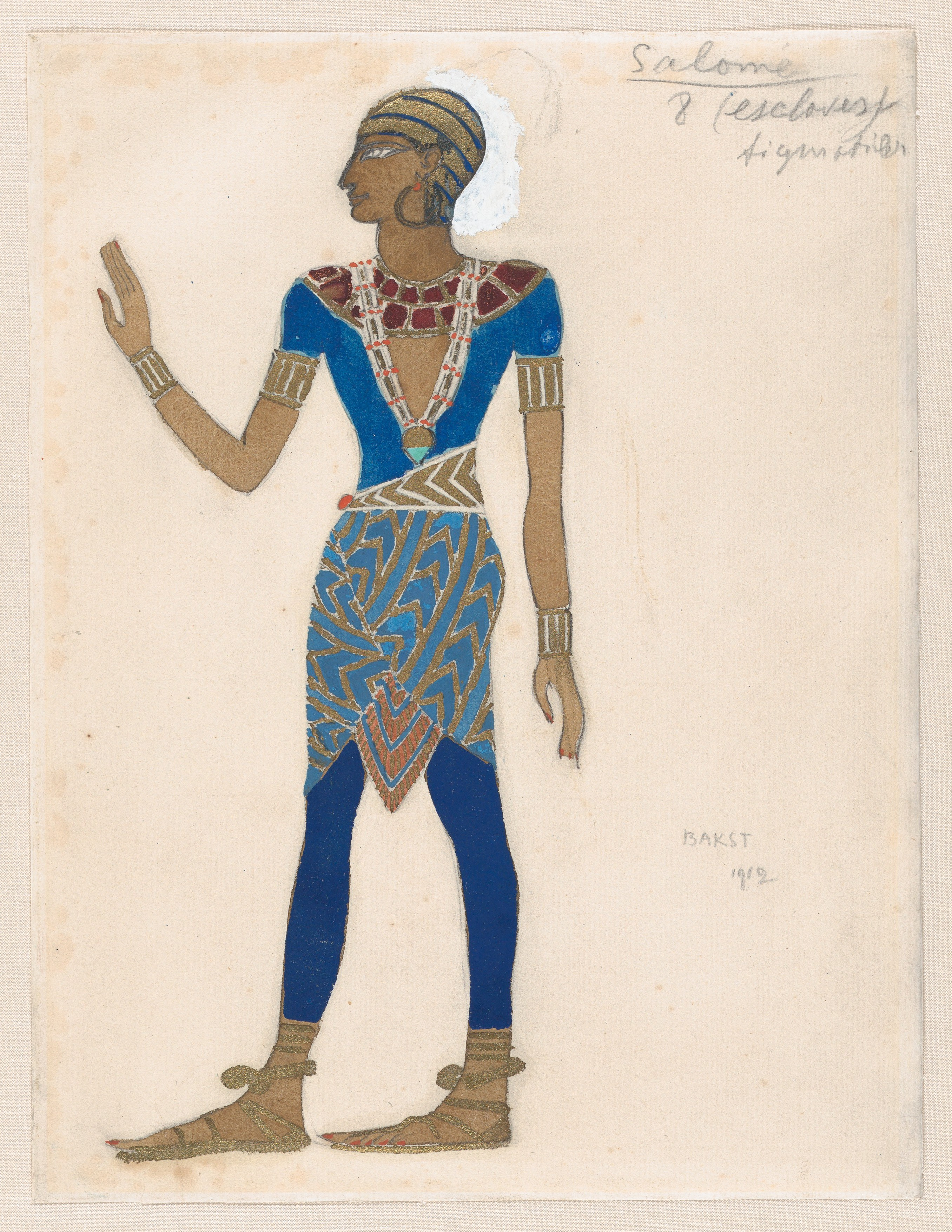
Л. Бакст. Эскиз костюма раба для постановки балета С. П. Дягилева «Трагедия Саломеи». 1913

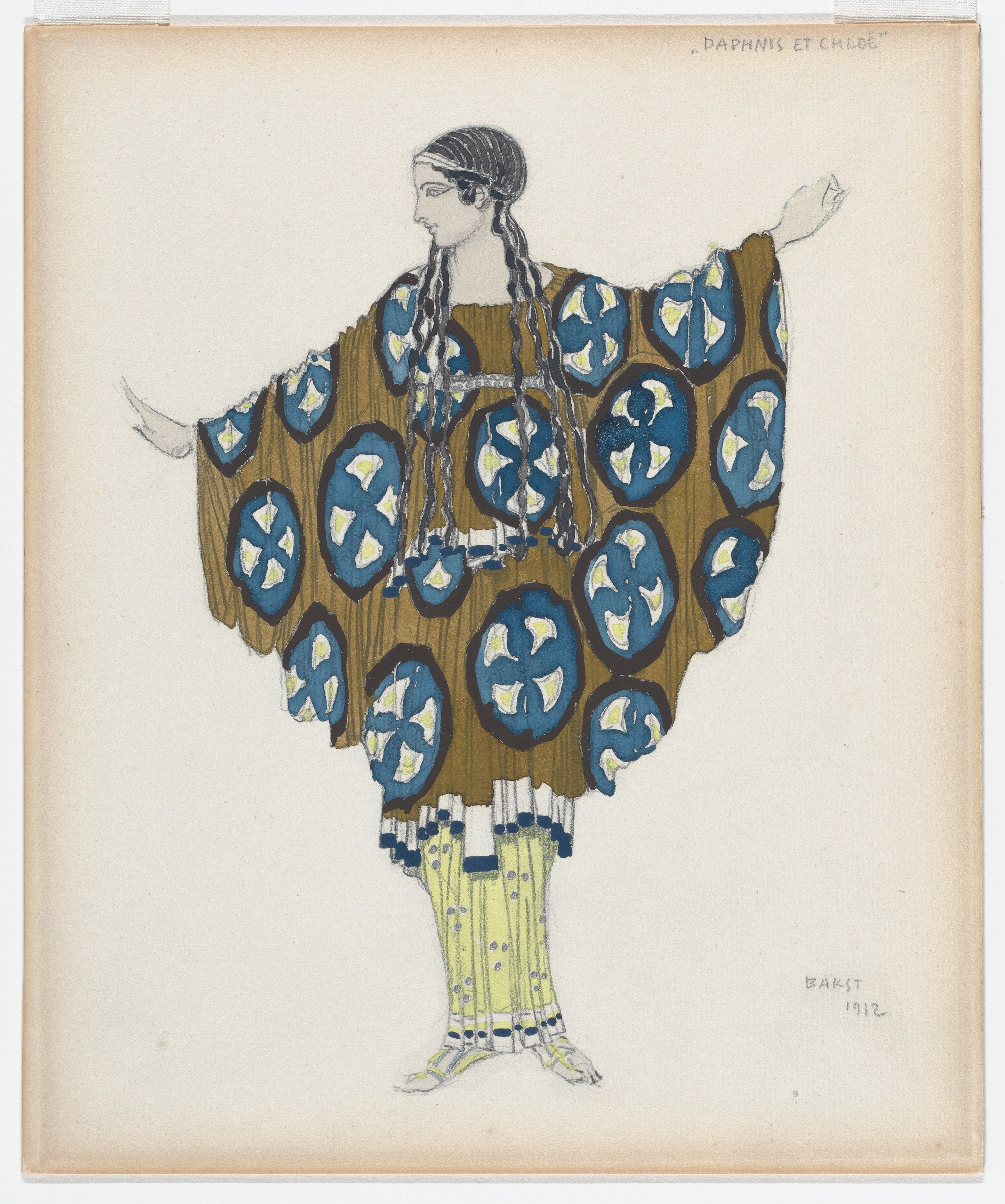
Л. Бакст. Эскиз костюма крестьянки для балета «Дафнис и Хлоя». Театр Шатле, Париж. 1912

Стилиза́ция — воспроизведение или «имитация образной системы и формальных особенностей одного из стилей прошлого, использованных в новом художественном контексте». Понятие, производное от термина «стиль». Стилизация обычно предполагает трансформацию без потери узнаваемости какого-либо предмета или изображения, поэтому её часто путают с упрощением, геометризацией или абстрагированием. Для воспроизведения какого-либо стиля нужно не упростить, а содержательно преобразовать предмет соответствующим этому стилю образом. В средних художественных училищах, детских кружках и студиях вопреки научному определению термина часто используют понятие «декоративной стилизации» в качестве обобщения формы способом подчёркивания её плоскостности, характера силуэта, текстуры или цвета.
В изобразительном и декоративном искусстве под стилизацией понимают творческий метод, основанный на отношениях: стилизуемый образец — стилизующая композиция. Стиль — редко достигаемая целостность качеств; не случайно его именуют «неосуществленной идеальной тенденцией». Стиль непреднамерен, его возникновение спонтанно; стилизация — результат предварительных размышлений или заданности прототипа, иконографического источника, который именуют стилизуемым. Стилизацию следует отличать от абстрагирования (обобщения формы с отвлечением от случайных и несущественных качеств) и геометризации (упрощения с акцентированием геометрической основы формы).
Стилизация предполагает сознательное использование художником форм, способов и приемов формообразования, ранее созданных в истории искусства. Мысленное перенесение художника в избранную им эпоху, место и время (хронотоп) определяет творческий метод, объекты изображения, аксессуары, атрибуты, колорит, манеру, технические приемы и материалы. Таковы лучшие произведения русских художников объединения «Мир искусства» характерные ретроспективными устремлениями. Для успешного применения подобного метода необходимы интеллект, знание истории культуры, а также значительная историческая дистанция, при которой отчетливо осознаются различия в принципах и закономерностях формообразования стилизуемого образца и стилизующей композиции. В случае отсутствия такой дистанции вместо стилизации возникает копирование (точное воспроизведение) либо репликация — повторение оригинала с небольшими изменениями в деталях. Репликация отличается от копирования или фальсификации, но представляет собой сниженный уровень композиционного мышления. Существуют также различия понятий «стилист» и «стилизатор». Выдающимися стилистами были многие художники объединения «Мир искусства»; стилизаторами — Л. Бакст, К. А. Сомов, Г. И. Нарбут и многие другие. Стилизаторами были английские художники прерафаэлиты.
В архитектуре творческий метод стилизации связан с явлениями историзма, неостилей и эклектики.
Стилизация также применяется с целью подчёркивания функциональных или художественно-выразительных качеств предмета. Предметом художественной игры могут избираться отдельные темы, формы и мотивы. Иногда подобный творческий метод так и называют — стилизацией мотива. Характерные примеры — творчество художников ар нуво, выбиравших в качестве стилизуемого мотива изогнутую линию либо причудливые очертания природных форм (так называемый «флоральный стиль»).
Ещё одно значение термина «стилизация» — подчинение композиции художественного произведения условиям более широкого целого — ансамбля с ранее сложившимся стилем, в который это произведение включается на правах составной части. Понимание декоративности как качества, возникающего в результате стремления художника органично вписать свое произведение в окружающую среду, позволяет называть подобный метод декоративной стилизацией. В одном случае стилист мысленно переносится в иную историческую эпоху, в другом — стремится органично мыслить в актуальной, но сложившейся до него пространственно-предметной среде. Поэтому ретроспективную стилизацию можно назвать исторической, или временно́й, а декоративную — пространственной. Декоративная стилизация наиболее полно проявляется в декоративном и монументально-декоративном искусстве: в оформлении интерьера, монументальной росписи, мозаике, фреске, витраже. В крайнем выражении декоративная стилизация приводит к орнаментализации изобразительных форм.

## Примеры стилизаций в изобразительном искусстве

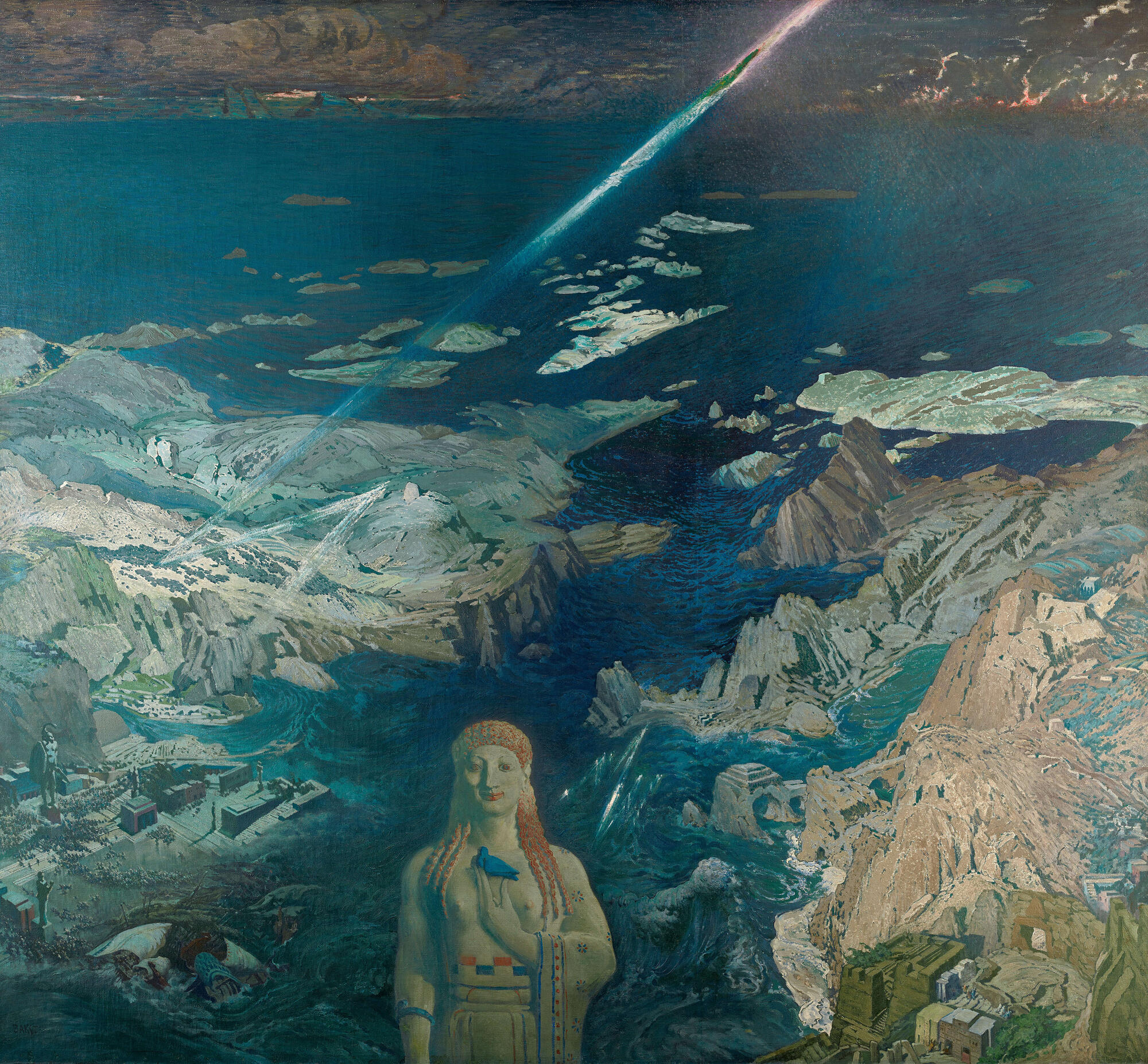
Л. Бакст. Древний ужас (Terror Antiquus). 1908. Холст, масло. Государственный Русский музей, Санкт-Петербург
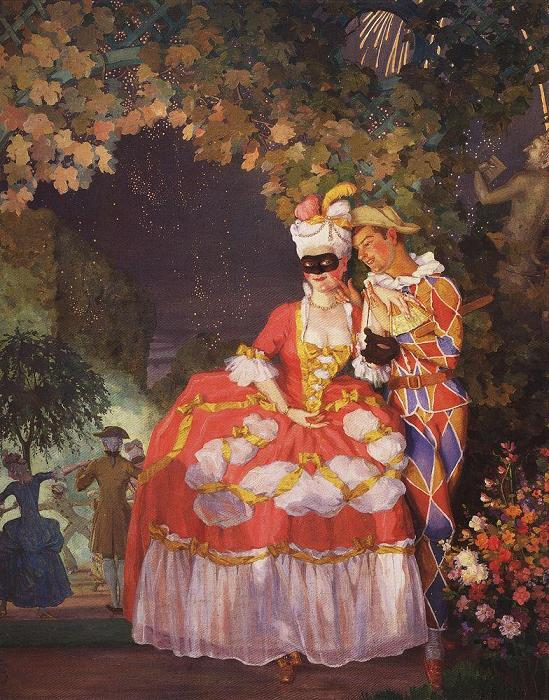
К. А. Сомов. Арлекин и дама. 1921. Холст, масло. Государственный Русский музей, Санкт-Петербург
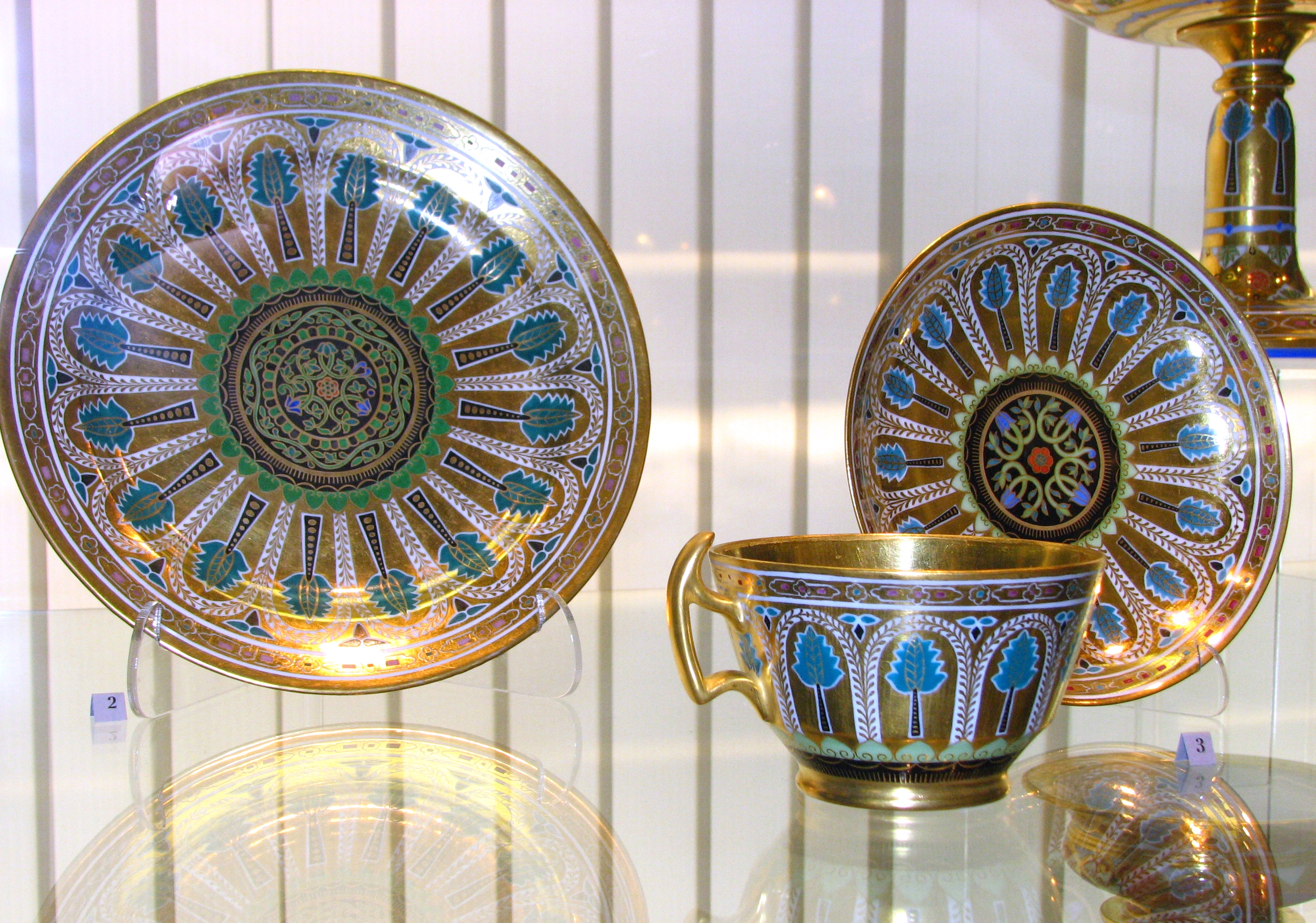
Предметы “Кремлёвского сервиза”. По рисункам Ф. Г. Солнцева. 1838. Фарфор, роспись. Музей Императорского фарфорового завода, Санкт-Петербург
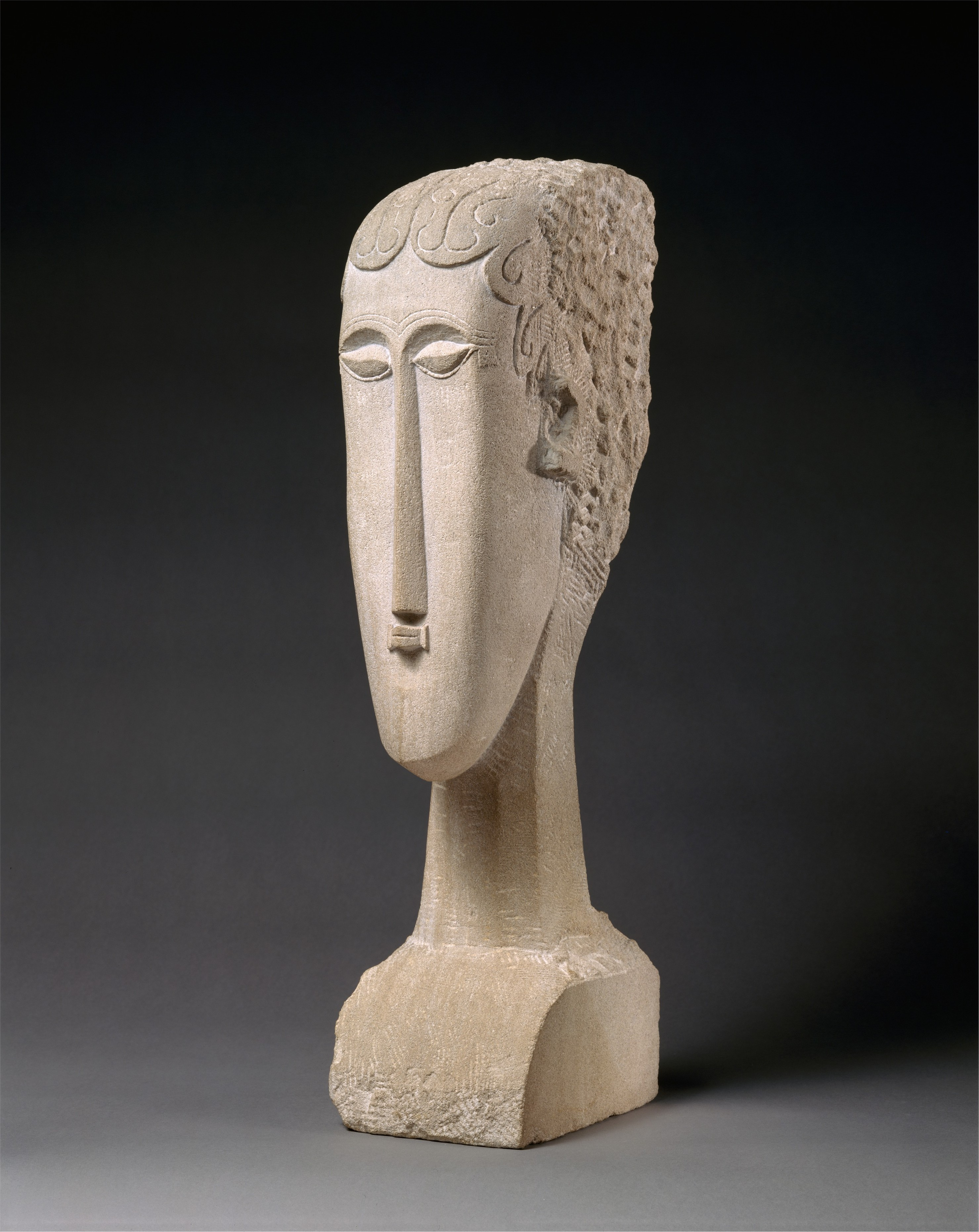
А. Модильяни. Женская голова. 1912. Известняк. Метрополитен-музей, Нью-Йорк
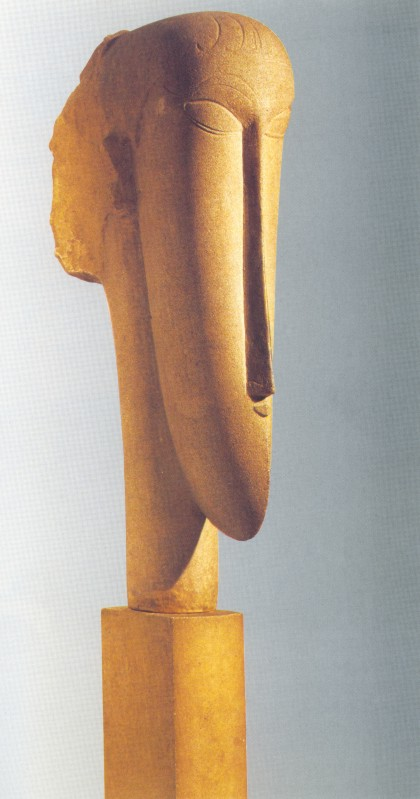
А. Модильяни. Женская голова. 1912. Известняк. Галерея Тейт-модерн, Лондон
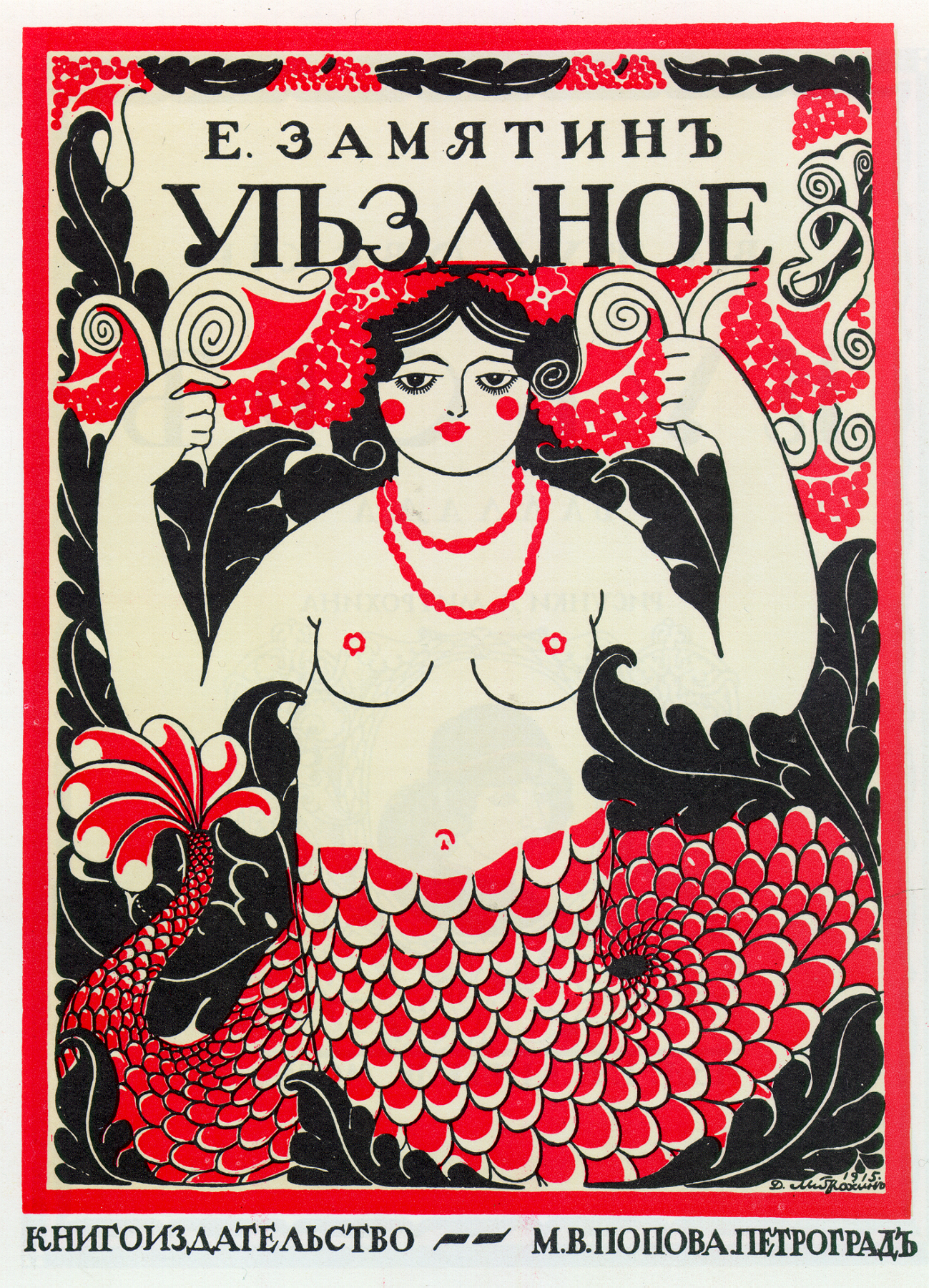
Д. И. Митрохин. . Е. Замятин. «Уездное» Обложка. 1916
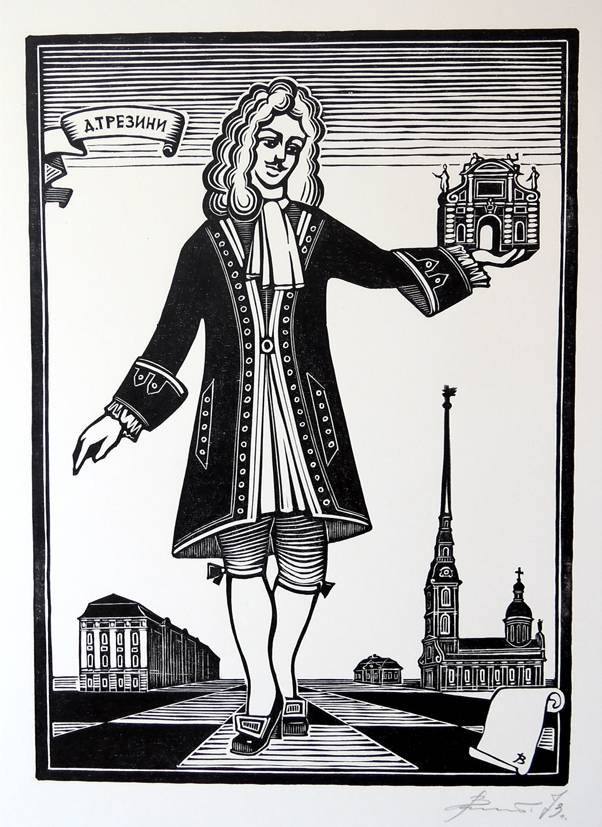
В. Г. Власов. Трезини. Из серии «Зодчие Санкт-Петербурга». 1973. Линогравюра. Собрание И. Г. Мямлина